# زائف الشكل

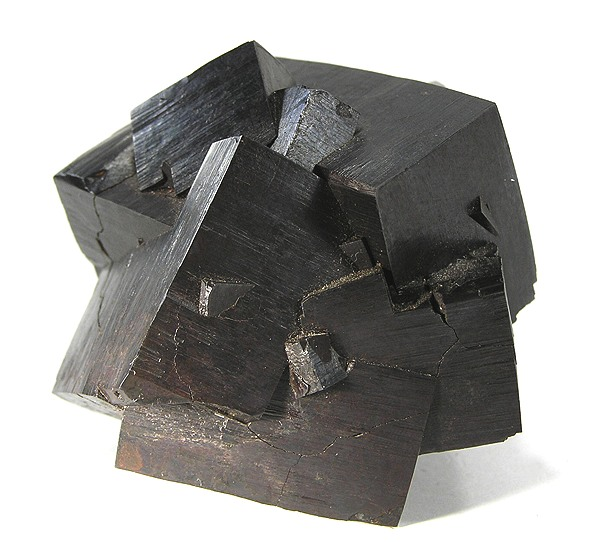
مثال على معدن زائف الشكل: غوتيت على هيئة بيريت.

زائف الشكل  في علم المعادن هو وصف لمعدن أو لمركب من مركبات المعدن، والذي يبدو فيه المعدن على هيئة بلورية غير نمطية (نظام بلوري مختلف)، وذلك نتيجة حدوث عمليات استبدال، تبقى فيها الهيئة والأبعاد البلورية ثابتة، في حين أن المعدن الأصلي يتغير ليحل مكانه معدن آخر.
تسمى هذه المعادن بوضع اسم المعدن الجديد في الأول، ثم كلمة على هيئة، ثم اسم المعدن الأصلي في الآخر؛ كما في المثال في الصورة: غوتيت على هيئة بيريت.